# آرثر باتريانوفا
آرثر باتريانوفا (بالبرتغالية: Arthur Patrianova‏) مواليد 22 أبريل 1993 في البرازيل، هو لاعب كرة يد برازيلي يلعب كظهير أيسر. يلعب حاليا مع نادي تسليه لكرة اليد ويحمل الرقم 29. مثل منتخب البرازيل لكرة اليد.

## المسيرة الاحترافية
لعب مع نادي لوغرونيو لكرة اليد في الدوري الإسباني في موسم 2013-2014، ثم لعب مع فيا دي أراندا في موسم 2014-2015، ثم لعب مع نادي تسليه لكرة اليد في الدوري السلوفيني في سنة 2015.

## سجل المنافسة
شارك في البطولات التالية:
- بطولة العالم لكرة اليد للرجال 2015

## الإنجازات
- الدوري الإسباني لكرة اليد:
  - الوصافة: 2014
- الألعاب الأولمبية للشباب:
  - المركز الرابع: 2010